# Haus Heidefeld

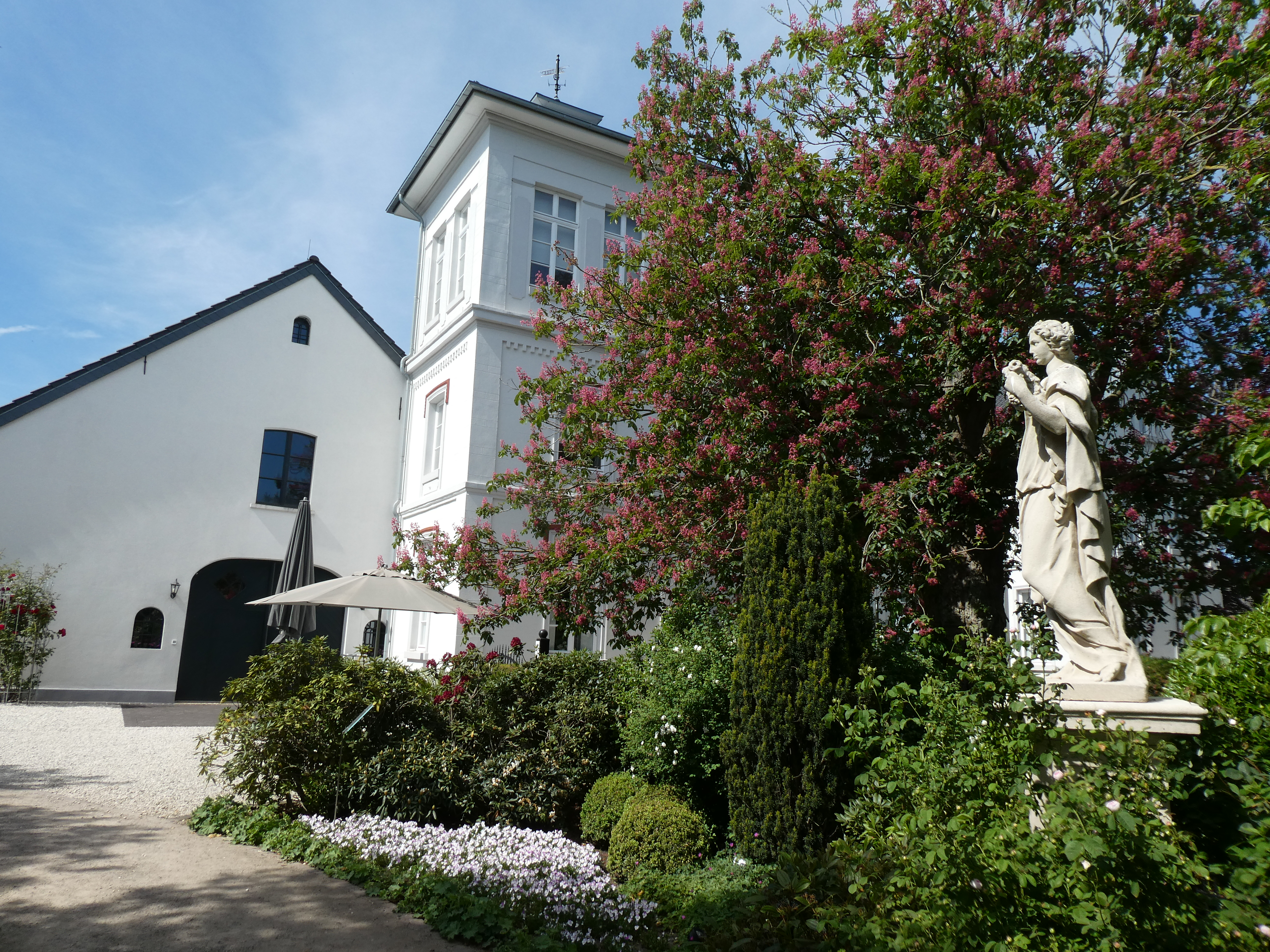
Haus Heidefeld, Ansicht von Süden

Das Haus Heidefeld ist ein Herrenhaus im Ortsteil Spork der Stadt Bocholt.

## Geschichte
Das Herrenhaus liegt auf dem früheren Grundbesitz des Bauernguts Gries, das bereits seit Jahrhunderten dort bestanden hatte. Um 1810 zog der Obristleutnant und Landwirt Friedrich Wilhelm von Hamelberg (1749–1834) mit seiner Gemahlin Maria Theresia, geborene von Asbeck († 1826), auf dieses Gut, nachdem er einige Jahre auf Haus Horst in Holtwick gelebt hatte, welches er von Anton Diepenbrock, einem Unternehmer und Hofkammerrat des Fürsten Konstantin zu Salm-Salm, übergangsweise gepachtet hatte. Wegen militärischer Verdienste war Hamelberg zusammen mit seinem Vetter Johann Ernst von Hamelberg durch Diplom vom 16. Juni 1801 von Kaiser Franz II. in den Reichsadelsstand erhoben worden.
Hamelberg erwarb weitere Höfe der näheren Umgebung seines Landguts und begann 1811 mit dem Bau eines Herrenhauses, das 1813 fertiggestellt war. Da die Landschaft seines Guts von Heide geprägt war, nannte er es „Heidefeld“. In seiner neuen Gemeinde war Hamelberg bekannt für fortschrittlichen Landbau und moderne Viehhaltung. So führte er auf seinem Gut die Stallfütterung ein und holte Zuchtvieh aus den Niederlanden und vom Niederrhein. Auch kümmerte er sich um den Obstbau, dessen Erträge in seiner Kornbrennerei verwertet wurden. Besonders blieb er als Bauherr der Sporker Bockwindmühle, die das Wappenzeichen des späteren Amts Liedern-Werth werden sollte, in Erinnerung.

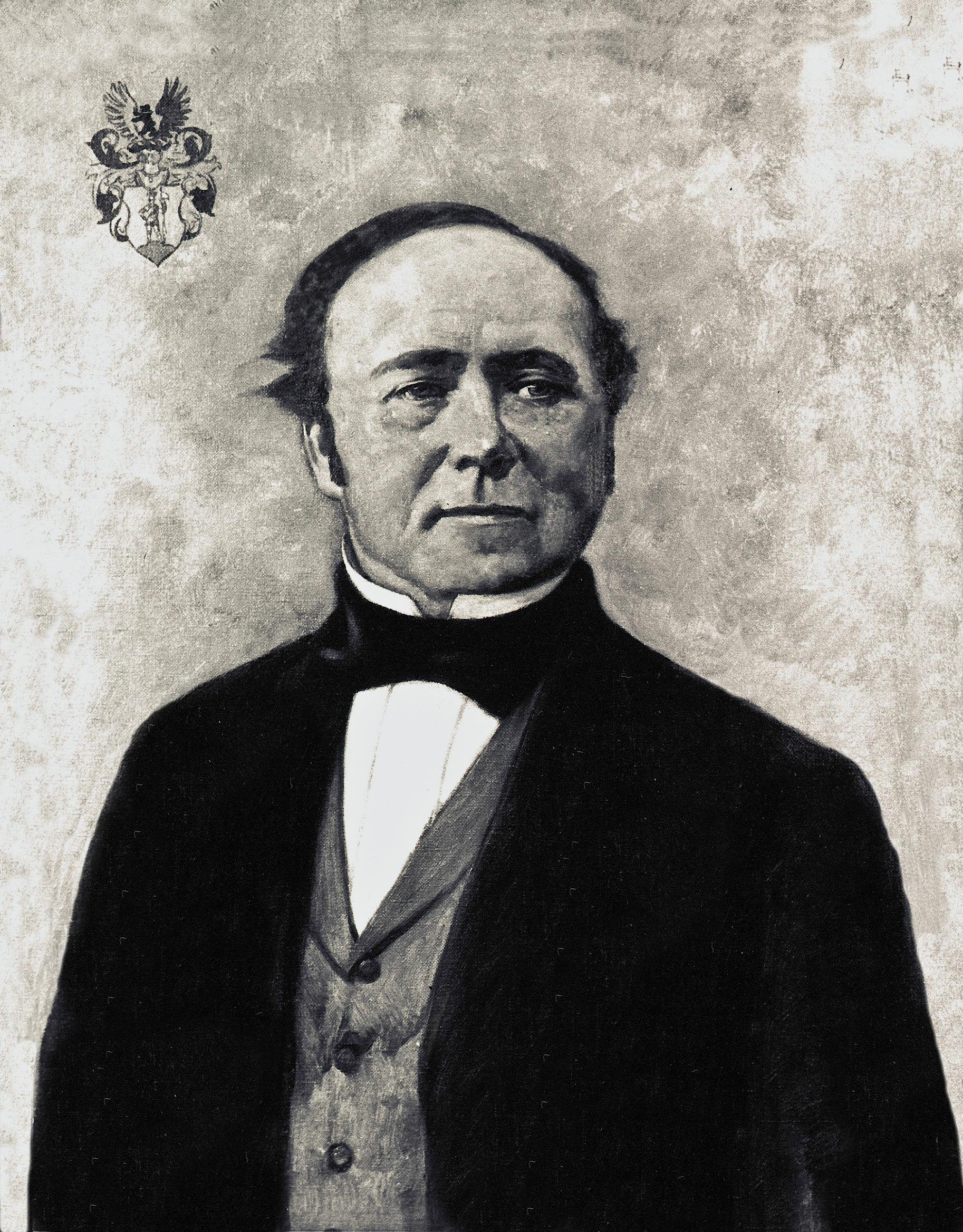
Ferdinand von Hamelberg

Mit dem Tod Hamelbergs, der 1834 kinderlos starb, übernahm der Sohn von Johann Ernst von Hamelberg, Ferdinand von Hamelberg, den ansehnlichen Gutsbesitz. Als Unternehmer, Politiker und Verwaltungsbeamter war ihm der örtliche Straßen- und Wegebau ein besonderes Anliegen. 1844 schloss er sich mit anderen Investoren zu einer Aktiengesellschaft für den Bau einer Chaussee von Bocholt nach Dinxperlo zusammen. Hamelberg war Vorsitzender dieses Unternehmens. Seit 1836 im öffentlichen Leben als Deputierter des Kreises Borken tätig, wurde er 1848 zum Landrat gewählt. In den 1860er Jahren ließ er das Herrenhaus umbauen und erweitern. Gegen Ende seines Lebens geriet er in große finanzielle Schwierigkeiten und war gezwungen, Teile seines Grundbesitzes abzustoßen. Als er 1870 gestorben war, zog seine Witwe, die Freiin Philippine de Cocq van (von) Haeften (1794–1881), fort.

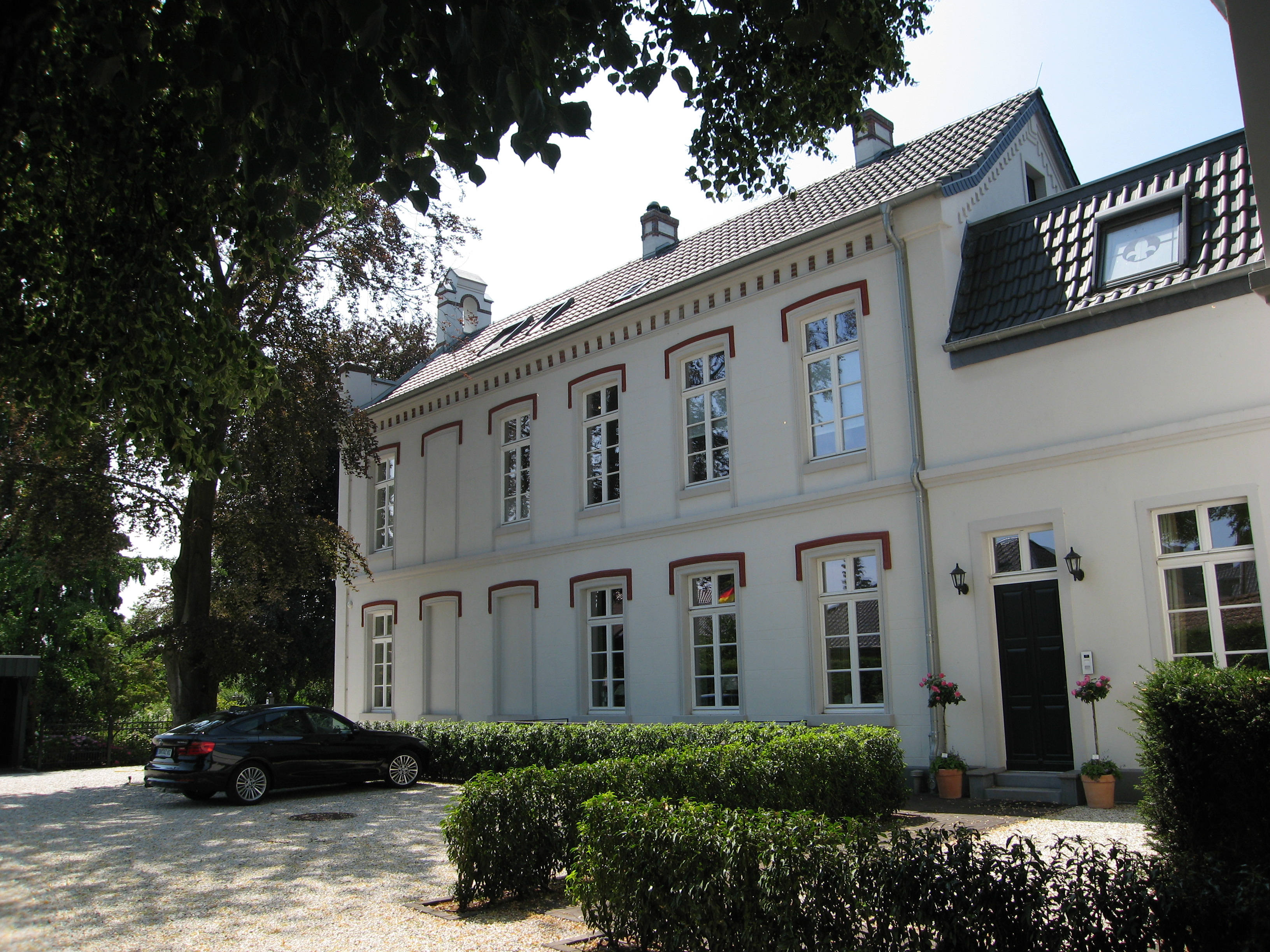
Haus Heidefeld, Anbau aus den 1860er Jahren

Durch Versteigerung kam der im Laufe der Zeit auf 80 Morgen verkleinerte Grundbesitz in das Eigentum von Klemens Dierkes aus Mettingen. Dessen zeitweise nach Nordamerika ausgewanderter Sohn, Klemens Dierkes junior, teilte den Besitz später mit seinem Halbbruder Josef Geuting († 1913) auf. Geuting erhielt dabei den größeren Teil des alten Herrenhauses. Klemens Dierkes junior ließ an den kleineren Teil des Herrenhauses um 1895 einen Anbau errichten. Davor ließ er als Gastwirtschaft einen großen Saal errichten, der als solcher bis 1914 in Betrieb war. Außerdem ließ er auf einer Weide von 19 Morgen Größe mit einer Aktiengesellschaft 1898 eine Radrennbahn bauen. Deren Oval aus Zement bildete die erste Radsportanlage ihrer Art weit und breit. 1912, noch vor dem Ersten Weltkrieg, erlosch der Sportbetrieb. In finanzielle Schwierigkeiten geraten, wurde der Dierkes’sche Anteil von Heidefeld 1919 versteigert. Das Wohnhaus erwarb ein neuer Eigentümer aus Bocholt, der gastronomische Teil und die Radrennbahn fielen an einen Kirchenbau-Ausschuss, der nach Umbauarbeiten im Saal am 24. Oktober 1919 einen ersten katholischen Gottesdienst veranstaltete. Auf dem Gelände der Radrennbahn wurde am 21. Juni 1932 der Grundstein für die Pfarrkirche St. Ludger gelegt. Ein Teil des Hauses Heidefeld diente bis 1838 als deren Pfarrhaus. Der Saal wurde 1933 abgerissen.
Mit dem Tod Geutings ging der größere Teil des Herrenhauses in den Besitz seiner Witwe über, die bald danach August Mömkes heiratete. Es folgten weitere Eigentümerwechsel. Bei einem Fliegerangriff während des Zweiten Weltkriegs wurde das Gebäude zwar von einigen Einschlägen getroffen, doch blieben das Haus und seine historischen Stuckdecken bis in die 1960er Jahre gut erhalten. Jahrzehntelang wurde es überwiegend landwirtschaftlich genutzt. Einige Zeit lag es danach brach. In den 2010er Jahren wurde das Anwesen nach dem jüngsten Eigentümerwechsel renoviert und zu einem Hotel- und Gaststättenbetrieb umgenutzt.